# Yokosuka D4Y
El Yokosuka D4Y Suisei 彗星 (cometa nombre en clave aliado judy?) fue un bombardero en picado de la Armada Imperial Japonesa. El código de identificación de aliados era "Judy". El D4Y fue uno de los bombarderos en picado más veloces utilizados durante la II Guerra Mundial. A pesar de su uso limitado, su velocidad y autonomía lo hizo eficaz en misiones de reconocimiento así como en ataques kamikaze. Se construyeron en varias versiones hasta un total de 2038 ejemplares, la mayoría por Aichi.

## Diseño y desarrollo
El desarrollo del bombardero comenzó en 1938 en el Arsenal Técnico Aeronaval de Yokosuka como un monomotor de bombardero en picado embarcado, con el objeto de reemplazar el Aichi D3A. El diseño estuvo fuertemente influenciado por el bombardero en picado alemán Heinkel He 118 del que se habían adquirido dos ejemplares.
La planta motriz prevista era una versión construida bajo licencia del motor lineal Daimler-Benz DB 601A , pero esta, el motor Aichi Atsuta no estuvo disponible a tiempo, los dos primeros prototipos recibieron un motor DB 600G de 960 cv importado directamente desde Alemania.
El primer prototipo D4Y1 realizó su primer vuelo de prueba en diciembre de 1940. Después de exitosas pruebas se continuó su desarrollo; sin embargo, pronto aparecieron los primeros problemas. Durante pruebas de picado se descubrió que sus alas flameaban, por lo que las primeras unidades producidas sólo se utilizaron como unidades de reconocimiento. llamándose Avión de Reconocimiento Embarcado Tipo 2 Modelo 11 de la Armada (Yokosuka D4Y1-C) . El refuerzo alar y la mejora de los frenos de picado condujo a la producción en marzo de 1943 del Bombardero Embarcado Modelo 11 Suisei de la Armada (D4Y1), y en el transcurso de un año habían entrado en servicio 500 unidades de este tipo.

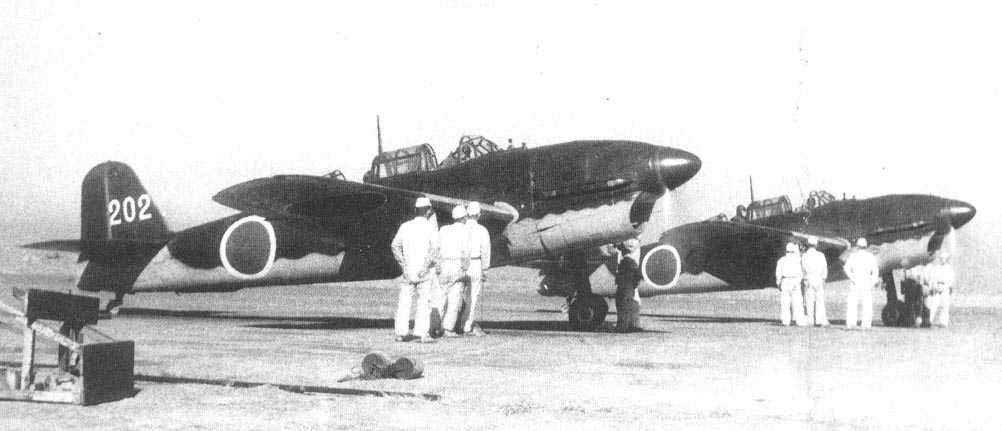
Yokosuka D4Y2 antes de despegar.

La última versión de este bombardero fue el D4Y4, un monoplaza de ataque kamikaze, capaz de llevar una carga bélica de hasta 800 kg cuya fabricación empezó en febrero de 1945. Desarrollaba una velocidad de 560 km/h y su autonomía era de 2500 km.

## Última acción
Al final de la guerra, aún había algunos D4Y en acción contra la flota de los Estados Unidos y quizá la última operación de éstos bombarderos fue la del 15 de agosto de 1945, durante una misión dirigida por el Vicealmirante Matome Ugaki en una operación suicida, aunque los registros estadounidenses no registraron ningún ataque ese día, por lo que se supone, que no encontraron su objetivo y por falta de combustible se estrellaron en el mar.

## Especificaciones (D4Y2)

### Características generales
- Tripulación: Dos (piloto y artillero/radio operador)
- Longitud: 10,22 m
- Envergadura: 11,50 m
- Altura: 3,74 m
- Superficie alar: 23,6 m²
- Peso vacío: 2440 kg
- Peso cargado: 4250 kg
- Planta motriz: 1× motor lineal V-12 invertido refrigerado por líquido Aichi Atsuta AE1P.
  - Potencia: 1044 kW (1439 HP; 1420 CV)

### Rendimiento
- Velocidad nunca excedida (Vne): 550 km/h
- Alcance: 1465 km
- Techo de vuelo: 10 700 m (35 105 pies)
- Régimen de ascenso: 14 m/s (2700 pies/min)
- Carga alar: 180 kg/m² (37 lb/ft²)
- Potencia/peso: 0,25 kW/kg (0,15 hp/lb)

### Armamento
- Ametralladoras: 3× 

  - 2 Type 97 cal. 7,7 mm de tiro frontal
  - 1 Type 1 cal. 7,92 mm de tiro trasero
- Bombas: 

  - 500 kg según diseño, 800 kg en misiones kamikaze

### Aeronaves similares
- Heinkel He 118
- Junkers Ju 87
- Curtiss SB2C Helldiver
- Douglas SBD Dauntless
- Vultee A-31 Vengeance
- Breda Ba.65
- Aichi D3A
- Blackburn Skua
- Fairey Barracuda

### Secuencias de designación
- Designaciones de la Armada Imperial Japonesa: D1A · D2A · D3A · D4Y · D5Y

### Listas relacionadas
- Anexo:Aviones de la Armada Imperial Japonesa
- Anexo:Lista de biplanos